# Енні Леннокс
Енні Леннокс (англ. Annie Lennox; 25 грудня 1954, Абердин, Шотландія) — шотландська співачка, автор пісень, музикант-електронник, кліпмейкер та активістка (ВІЛ/СНІД-активістка). Володар Оскара, Греммі і семи Brit Awards. Разом із Девідом Стюартом виступає в дуеті Eurythmics.

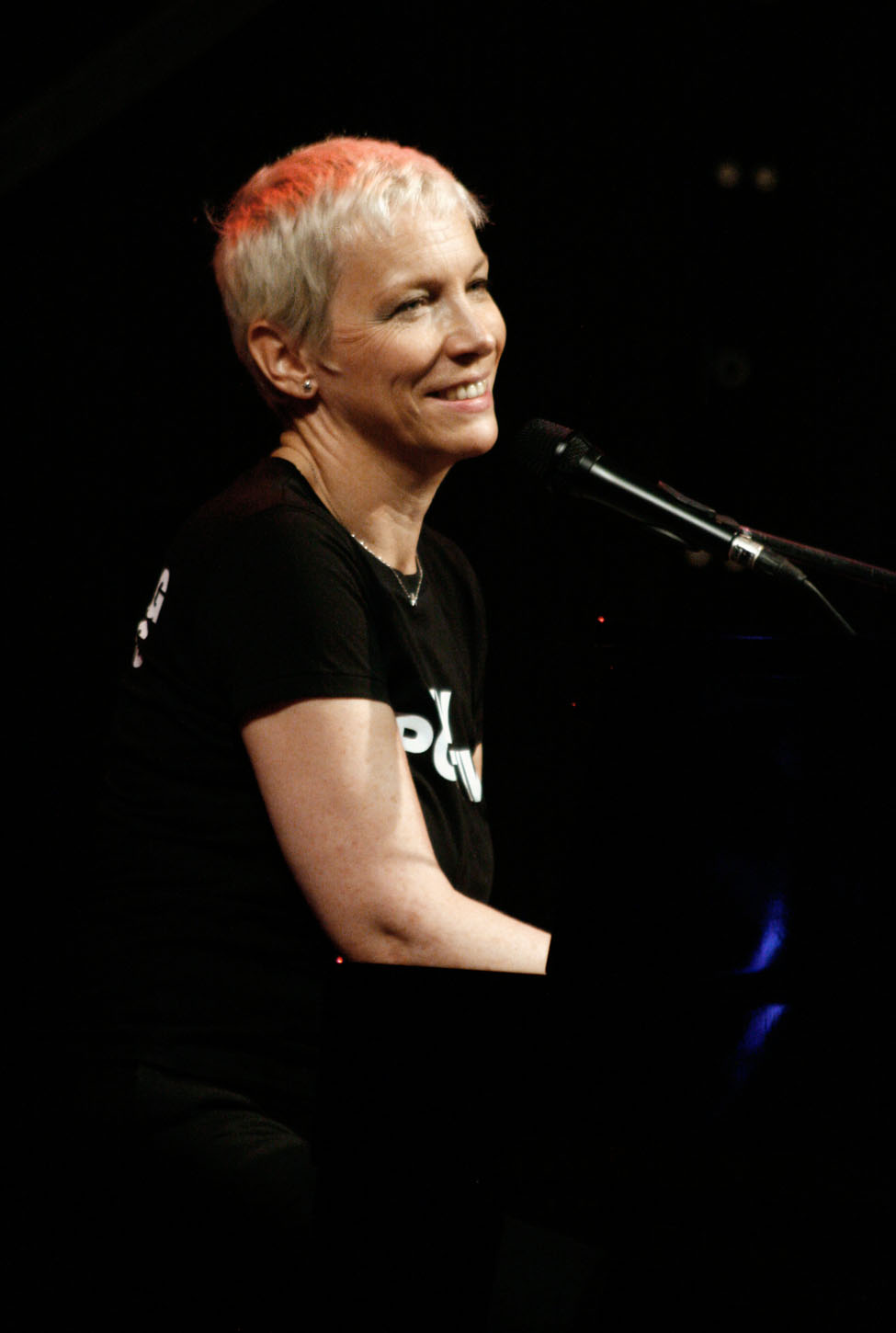
Відень, 2010

Давня підтримка Леннокс прав ЛГБТ допомогла їй завоювати значну кількість прихильників у ЛГБТ-спільноті. За даними видання «The Advocate», «її самобутній голос та провокаційний сценічний образ зробили Леннокс давньою гей-іконою».

## Сольні альбоми
- 1992: Diva
- 1995: Medusa
- 2003: Bare
- 2007: Songs of Mass Destruction
- 2009: The Annie Lennox Collection
- 2010: A Christmas Cornucopia
- 2014: Nostalgia[en]